# Tabalipa
Tabalipa - sobrenome judaico. (Em hebraico: טאַבאַליפּאַ, em iídiche: טאַבאַליפּאַ, e em árabe: يبا طابا )

## Origem
A história do sobrenome remonta o passado do povo hebreu. Originário da Mesopotâmia que passou pela Babilônia e pela Síria, mas se estabeleceram e viveram no Oriente Médio em meados do início do século XIII. Sobrenome de origem egípcia, para designar parte do povo hebreu que habitou essa região por certo tempo. Ao longo dos anos, os judeus buscaram abrigo e habitaram o Egito. 

## Sobrenome judaico
Sobrenome de origem egípcia, para designar parte do povo hebreu que habitou a região de Taba, fronteira entre Israel e Egito. Ao longo dos anos, os judeus buscaram abrigo e habitaram o Egito. Em 1897, havia mais de 25 mil judeus no Egito, a maior parte deles concentrada nas cidades do Cairo e Alexandria. 

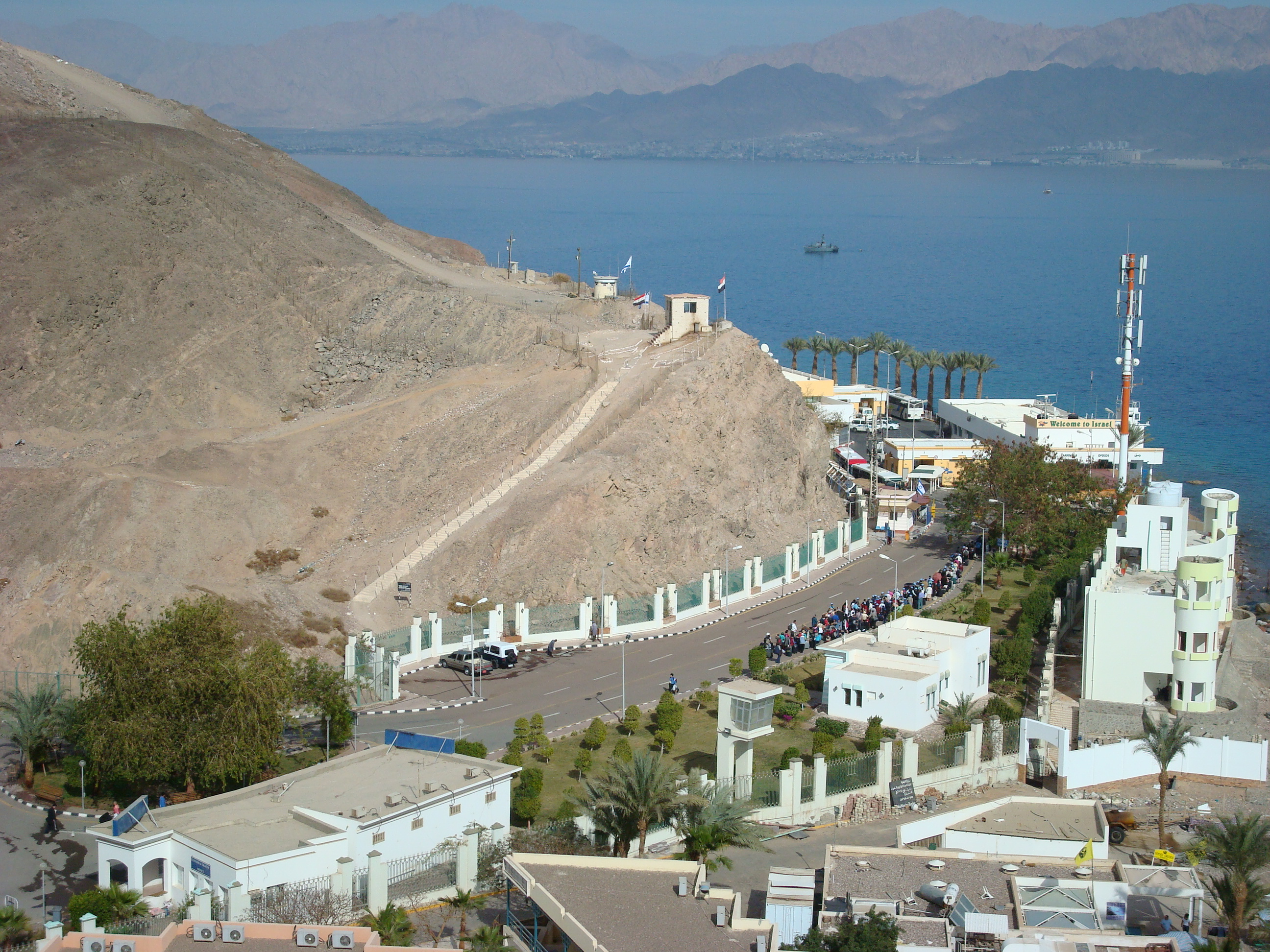
Posto fronteiriço de Taba, delimitando Israel e Egito

### Judeus egípcios
No ano de 1937, a população alcançou 63.500 judeus. Em 1956, o governo egípcio usou a Campanha do Sinai como pretexto para expulsar aproximadamente 25 mil judeus egípcios do país e confiscar suas propriedades. Muitas famílias originárias dessa região tiveram de deslocar-se para outros países. Posteriormente, em meados de 1938, pequenos grupos familiares dessas comunidades - טאַבאַליפּאַ em hebraico, assim como outras comunidades, obrigaram-se a deixar o Egito. A maior saída dos judeus do Egito ocorreu nos anos 1950 e foi muito traumática, pois os conflitos ao redor dos países árabes, já não lhes deixava mais alternativa entre outros países próximos da região. Como alternativa, atravessaram oceanos rumo a outros continentes, especialmente na América do Sul, onde já havia alguns judeus recém chegados de outras localidades de conflito ao redor do mundo. 

#### Definição do sobrenome Tabalipa
Tabalipa é a transliteração do som de يبا طابا em língua nativa egípcia até o século XVI na forma do copta. Trata-se de um nome identificador, de uma pequena parte da comunidade de judeus que habitaram o Egito na região de Taba situada no Golfo de Aqaba no Mar Vermelho, na fronteira do Egito e de Israel, conhecida por inúmeras disputas territoriais.  

##### Curiosidades
Embora Israel e França, entre os anos de 1940 e 1970, tenham absorvido boa parte dos cerca de 900 mil judeus que deixaram 11 países do Oriente Médio nesse período, o Brasil também recebeu muitos imigrantes judeus árabes, que contribuíram de forma relevante para a sociedade local.

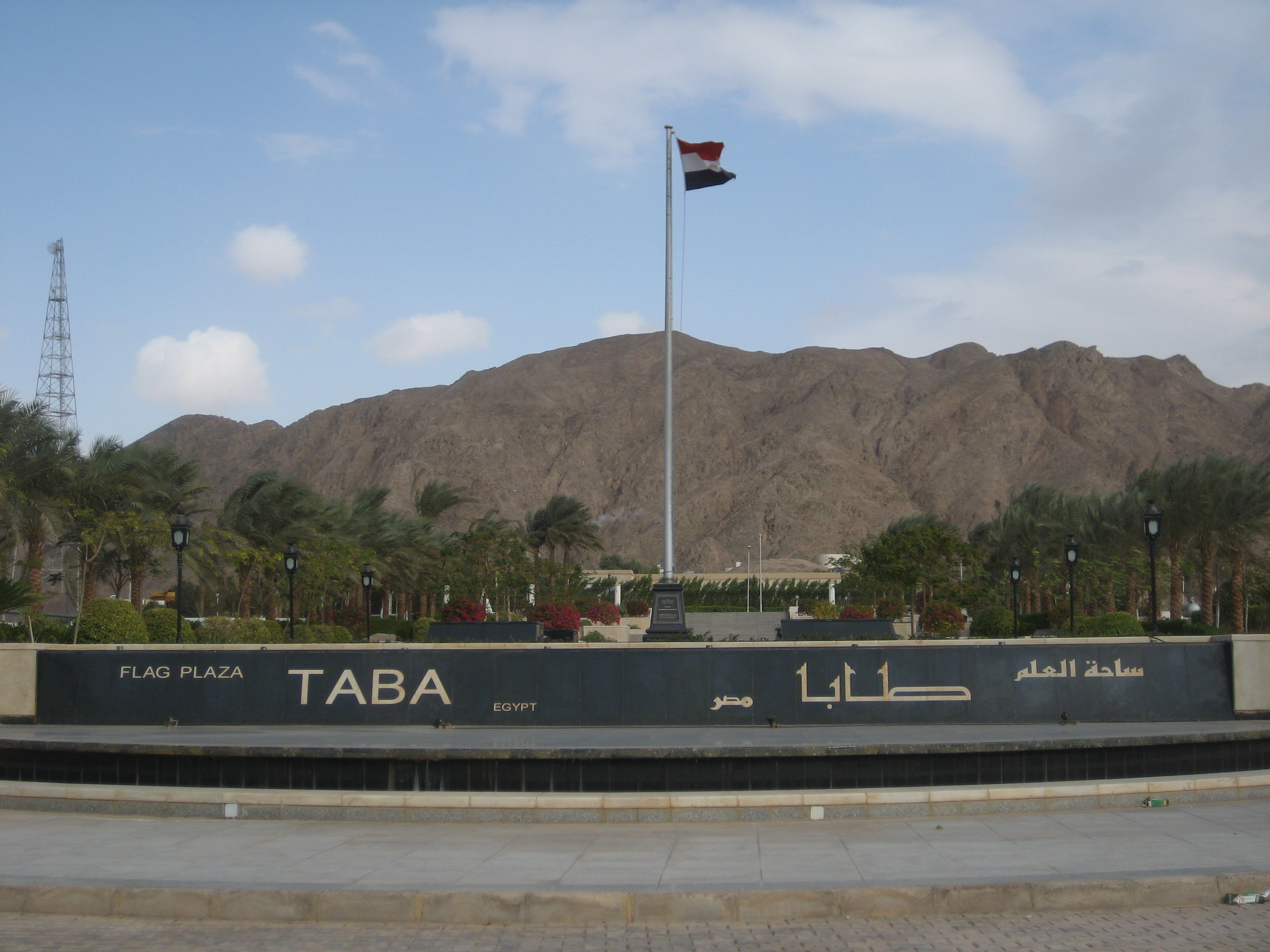
Flag Plaza. Taba, Egito